# زنبق نربوته
زنبق نربوته  (نام علمی: Iris narbutii) نام یک گونه از سرده زنبق است.
این گل بومی آسیای میانه است و نام آن گویا از نام نربوته بیگ، از خان‌های خانات خوقند گرفته شده است.